# Amálgama de potássio
Amálgama de potássio é uma liga metálica, entre as ligas chamadas amálgamas, do metal potássio com o mercúrio.
Hans Christian Ørsted em 1825 isolou o alumínio em laboratório por meio de corrente elétrica a partir da alumina. Com este óxido de alumínio, preparou o cloreto de alumínio (AlCl3) e o tratou com amálgama de potássio, obtendo uma amálgama de alumínio, que permitiu-lhe, por aquecimento e destilação, obter o alumínio puro.
Esta amálgama, devido a ser composta com um metal alcalino, altamente reativo, apresenta reatividade com determinados compostos orgânicos e por tal propriedade tem utilidade em síntese orgânica.
Tem utilização como padrão de potencial de eletrodo em faixas de temperaturas específicas.